# جشن کاندا

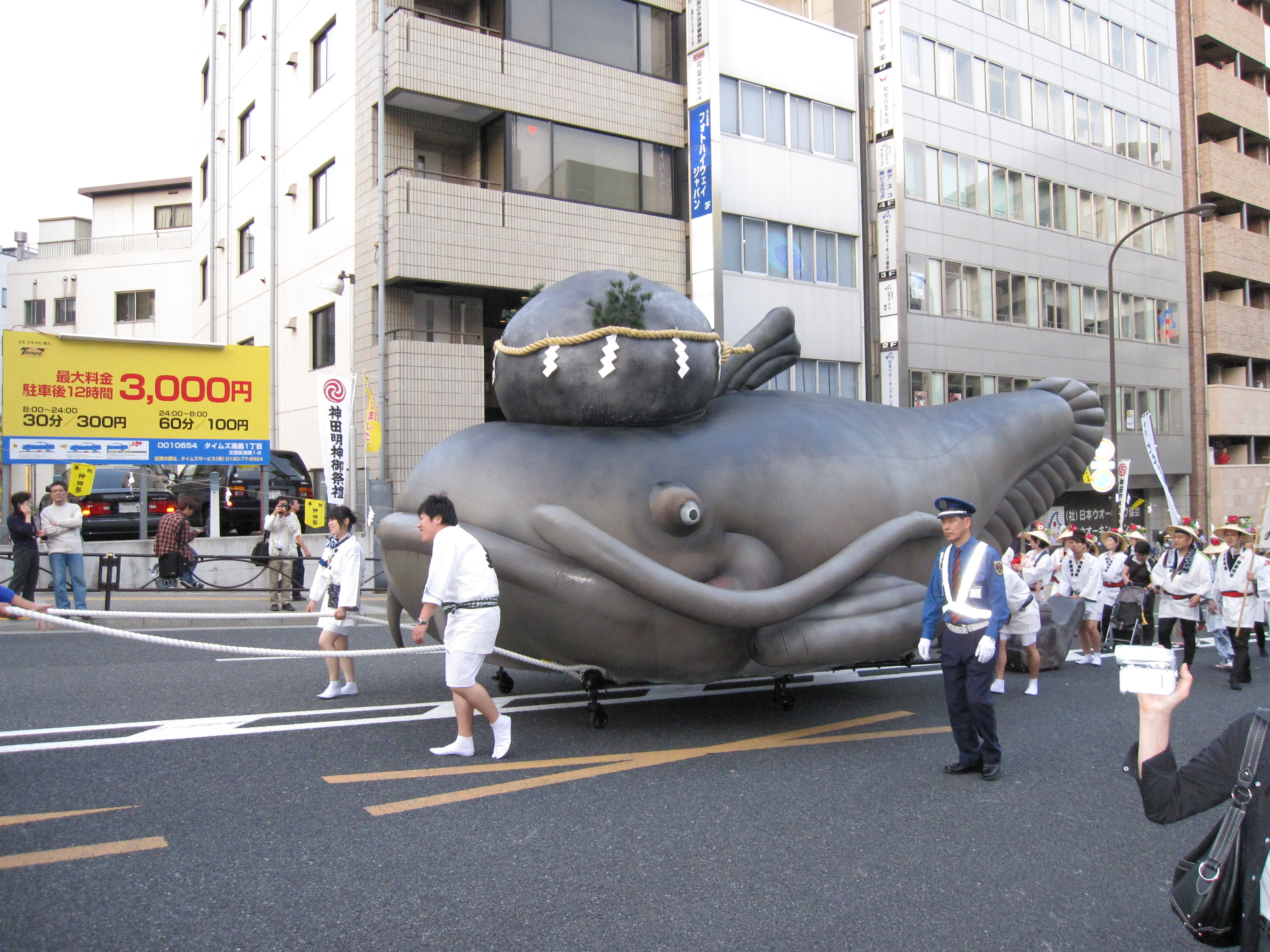
جشن کاندا.

جشن کاندا (به ژاپنی: 神田祭) یکی از جشن‌های توکیو پایتخت ژاپن است. محل برگزاری این جشن در معبد کاندا واقع در چیودا است. این جشن هر دو سال یکبار در نزدیکترین شنبه به پانزدهم مه، پنجمین ماه سال میلادی، برپا می‌شود. جشن کاندا در کنار جشن سانئو و جشن فوکاگاوا سه جشن بزرگ ادو نامیده می‌شوند. همچنین این جشن یکی از سه جشن بزرگ ژاپن نیز محسوب می‌شود.